# Grand Prix Formule 1 van Japan 1990
De Grand Prix Formule 1 van Japan 1990 werd gehouden op 21 oktober 1990 op Suzuka.

## Verslag
De race werd beroemd en berucht omwille van het incident in de eerste bocht tussen Alain Prost en Ayrton Senna, die beiden nog om het wereldkampioenschap streden. Senna behaalde de pole-position, maar was niet tevreden met de kant van de baan waar die gesitueerd was. Hij ging ervan uit dat de pole-position steeds op de racelijn zou moeten zijn. Zijn vraag aan Jean Marie Balestre om de pole naar de andere kant van de baan te verschuiven werd afgewezen. Nadien kondigde hij al aan dat als Prost het voordeel in de bocht zou hebben, wat zogoed als zeker was, hij zou doen alsof er geen andere auto zou zijn, waardoor er een crash zou plaatsvinden. Dit gebeurde dan ook, waardoor Prost en Senna beiden van de baan vlogen. Senna won hierdoor ook het wereldkampioenschap.
Beide rijders bediscussieerden het incident achteraf, waarbij Senna hoofdzakelijk ervan uitging dat dit niet was hoe hij het gewild had maar hoe het moest zijn. Anderen accepteerden de manoeuvre als een oplossing of revanche voor het incident een jaar eerder. Prost was razend en wilde aanvankelijk stoppen met de sport. Beiden wonnen achteraf echter nog een kampioenschap waardoor ze in hun laatste Grand Prix samen hun ruzies bijlegden.
Daarnaast werden er ook nog een reeks aankondigingen gemaakt voor het seizoen 1991. Brabham ging gebruikmaken van Yamaha-motoren, Footwork ging met Porsche-motoren rijden en daarnaast behielden ze ook hun beide rijders Alex Caffi en Michele Alboreto. Life en EuroBrun verlieten de sport dan weer. EuroBruns rijder Roberto Moreno kon bij Benetton gaan rijden na de helikoptercrash van Alessandro Nannini na de Grand Prix van Spanje waardoor zijn Formule 1-carrière beëindigd werd.
Nigel Mansell maakte ook bekend dat hij toch in de Formule 1 bleef en twee seizoenen bij Williams F1-Renault ging rijden nadat Frank Williams en Patrick Head garanties hadden gegeven dat ze een auto gingen ontwerpen waarmee hij voor het kampioenschap kon strijden.

## Uitslag
| Positie | Nummer | Rijder             | Team                  | Ronden | Tijd/Opgave     | Startplaats | Punten |
| ------- | ------ | ------------------ | --------------------- | ------ | --------------- | ----------- | ------ |
| 1       | 20     | Nelson Piquet      | Benetton-Ford         | 53     | 1:34:36.824     | 6           | 9      |
| 2       | 19     | Roberto Moreno     | Benetton-Ford         | 53     | +7.223          | 8           | 6      |
| 3       | 30     | Aguri Suzuki       | Larrousse-Lamborghini | 53     | +22.469         | 9           | 4      |
| 4       | 6      | Riccardo Patrese   | Williams-Renault      | 53     | +36.258         | 7           | 3      |
| 5       | 5      | Thierry Boutsen    | Williams-Renault      | 53     | +46.884         | 5           | 2      |
| 6       | 3      | Satoru Nakajima    | Tyrrell-Ford          | 53     | +1:12.350       | 13          | 1      |
| 7       | 25     | Nicola Larini      | Ligier-Ford           | 52     | +1 Lap          | 17          |        |
| 8       | 23     | Pierluigi Martini  | Minardi-Ford          | 52     | +1 Lap          | 10          |        |
| 9       | 10     | Alex Caffi         | Arrows-Ford           | 52     | +1 Lap          | 23          |        |
| 10      | 26     | Philippe Alliot    | Ligier-Ford           | 52     | +1 Lap          | 20          |        |
| NF      | 11     | Derek Warwick      | Lotus-Lamborghini     | 38     | Versnellingsbak | 11          |        |
| NF      | 12     | Johnny Herbert     | Lotus-Lamborghini     | 31     | Motor           | 14          |        |
| NF      | 9      | Michele Alboreto   | Arrows-Ford           | 28     | Motor           | 24          |        |
| NF      | 2      | Nigel Mansell      | Ferrari               | 26     | Transmissie     | 3           |        |
| NF      | 21     | Emanuele Pirro     | Dallara-Ford          | 24     | Alternator      | 18          |        |
| NF      | 29     | Éric Bernard       | Larrousse-Lamborghini | 24     | Motor           | 16          |        |
| NF      | 24     | Gianni Morbidelli  | Minardi-Ford          | 18     | Spin            | 19          |        |
| NF      | 16     | Ivan Capelli       | Leyton House-Judd     | 16     | Ontsteking      | 12          |        |
| NF      | 22     | Andrea de Cesaris  | Dallara-Ford          | 13     | Spin            | 25          |        |
| NF      | 15     | Mauricio Gugelmin  | Leyton House-Judd     | 5      | Motor           | 15          |        |
| NF      | 7      | David Brabham      | Brabham-Judd          | 5      | Koppeling       | 22          |        |
| NF      | 28     | Gerhard Berger     | McLaren-Honda         | 1      | Spin            | 4           |        |
| NF      | 27     | Ayrton Senna       | McLaren-Honda         | 0      | Botsing         | 1           |        |
| NF      | 1      | Alain Prost        | Ferrari               | 0      | Botsing         | 2           |        |
| NF      | 8      | Stefano Modena     | Brabham-Judd          | 0      | Botsing         | 21          |        |
| NS      | 4      | Jean Alesi         | Tyrrell-Ford          |        | Blessure        | 26          |        |
| NQ      | 14     | Olivier Grouillard | Osella-Ford           |        |                 |             |        |
| NQ      | 17     | Gabriele Tarquini  | AGS-Ford              |        |                 |             |        |
| NQ      | 18     | Yannick Dalmas     | AGS-Ford              |        |                 |             |        |
| NQ      | 31     | Bertrand Gachot    | Coloni-Ford           |        |                 |             |        |

## Wetenswaardigheden
- Raceleiders: Gerhard Berger (1 ronde, 1), Nigel Mansell (25 ronden, 2-26), Nelson Piquet (27 ronden, 27-53)
- Jean Alesi kon niet starten door een nekblessure die hij in de vrijdagtraining had opgelopen. Zijn plaats op de grid bleef open.

## Statistieken
| Pole-position | Ayrton Senna     | McLaren-Honda    | 1:36.996 |
| Snelste ronde | Riccardo Patrese | Williams-Renault | 1:44.233 |

## Noot
- Dit was de eerste podiumplaats voor Roberto Moreno en voor Aguri Suzuki. Tevens was het de eerste podiumplaats voor een Japanse coureur.

1976 · 1977 · 1987 · 1988 · 1989 · 1990 · 1991 · 1992 · 1993 · 1994 · 1995 · 1996 · 1997 · 1998 · 1999 · 2000 · 2001 · 2002 · 2003 · 2004 · 2005 · 2006 · 2007 · 2008 · 2009 · 2010 · 2011 · 2012 · 2013 · 2014 · 2015 · 2016 · 2017 · 2018 · 2019 · 2022 · 2023 · 2024 · 2025